# Vicente Cárcel Ortí
Vicente Cárcel Orti (Manises, 4 de julio de 1940) es un historiador y sacerdote español.

## Biografía
Nacido el 4 de julio de 1940 en la localidad valenciana de Manises, es el mayor de tres hermanos: Vicente, Jaime y María Milagros. En 1959 toda su familia se trasladó a Valencia.  
Tras estudiar en el Seminario Metropolitano de Valencia en  Moncada y en el Colegio del Patriarca de Valencia, se ordenó sacerdote el 21 de septiembre de 1963. Su primer encargo pastoral le llevó hasta Paterna donde fue coadjutor en la parroquia de san Pedro Apóstol (1962).
En 1967 continuó su formación académica en Roma, donde se doctoró en Historia Eclesiástica en la Pontificia Universidad Gregoriana, y en Derecho Canónico, en la Pontificia Universidad de Santo Tomás de Aquino (Angelicum). En 1977 se doctoró, con premio extraordinario, en la facultad de Filosofía y Letras (sección de Historia) de la Universidad de Valencia.
En 1969 empezó a trabajar como bibliotecario en el Tribunal Supremo de la Signatura Apostólica. Compaginó dicho trabajo con distintos encargos pastorales. Juan Pablo II le nombró jefe de cancillería, cargo en el que permaneció hasta su jubilación en 2005.

## Producción científica
Es autor de más de cincuenta libros y más de cuatrocientos artículos, caracterizados por su interés por las fuentes históricas. De hecho, ha publicado recopilaciones documentales como los ocho tomos de La II República y la Guerra Civil en el Archivo Secreto Vaticano (2011-2021).
Entre sus obras destacan: Historia de la Iglesia en Valencia (1986),La persecución religiosa en España durante la segunda República (1931-1939) (1990),Mártires españoles del siglo XX (1995),Mártires valencianos del siglo XX (1998),Buio sull’altare, 1931-1939: la persecuzione della Chiesa in Spagna (1999),La gran persecución. España, 1931-1939 (2000),Pío IX, pastor universal de la Iglesia (2000), Juan XXIII. Biografía espiritual del Papa de la unidad y de la paz (2000),Historia de las tres diócesis valencianas (2001),Breve historia de la Iglesia en España (2003),La iglesia y la transición española (2004),Diccionario de sacerdotes diocesanos españoles del siglo XX (2006) o Caídos, víctimas y mártires. La Iglesia y la hecatombe de 1936 (2008), entre otras. 
En los últimos años ha dedicado una particular atención a la documentación vaticana relativa a los pontificados de Pío XI (1922-1939) y Pío XII (1939-1958). En la controversia historiográfica en torno a las relaciones entre Pío XII y los judíos durante la Segunda Guerra Mundial ha reivindicado la ayuda prestada por el Papa y la diplomacia vaticana a quienes huían de la persecución.
También ha sido coordinador de Historia de las diócesis españolas. 6. Iglesias de Valencia, Segorbe-Castellón y Orihuela-Alicante (2006)..

## Reconocimientos
- Hijo predilecto de Manises (1978)
- Prelado de honor de su santidad (1989)
- Protonotario apostólico Supernumerario (2005)
- Premio 9 de octubre Ciudad de Manises (2011)[17]
- Doctor honoris causa por la facultad de Teología San Vicente Ferrer de Valencia (2015)[18]